# Sture Grahn
Bror Sture Ragnvald Grahn, né le 24 mai 1932 à Lycksele et mort le 14 août 2024 à Timrå, est un ancien fondeur suédois.

## Palmarès

### Jeux Olympiques
| Épreuve / Édition | Cortina d'Ampezzo 1956 |
| 50 km             | 10e                    |

### Championnats du monde
| Épreuve / Édition | Lahti 1958 | Zakopane 1962 |
| 4 × 10 km         | Or         | Or            |